# Rouet (outil)
Pour les articles homonymes, voir rouet.

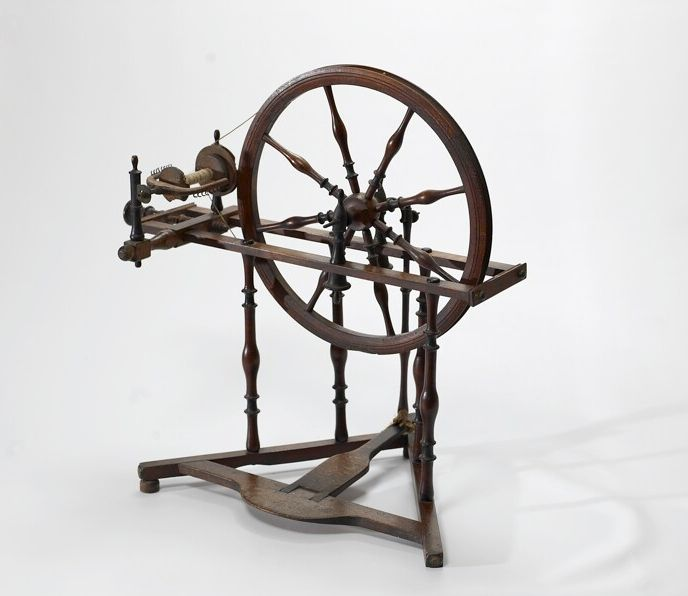
Rouet en bois, XIXe siècle, Musées départementaux de la Haute-Saône.

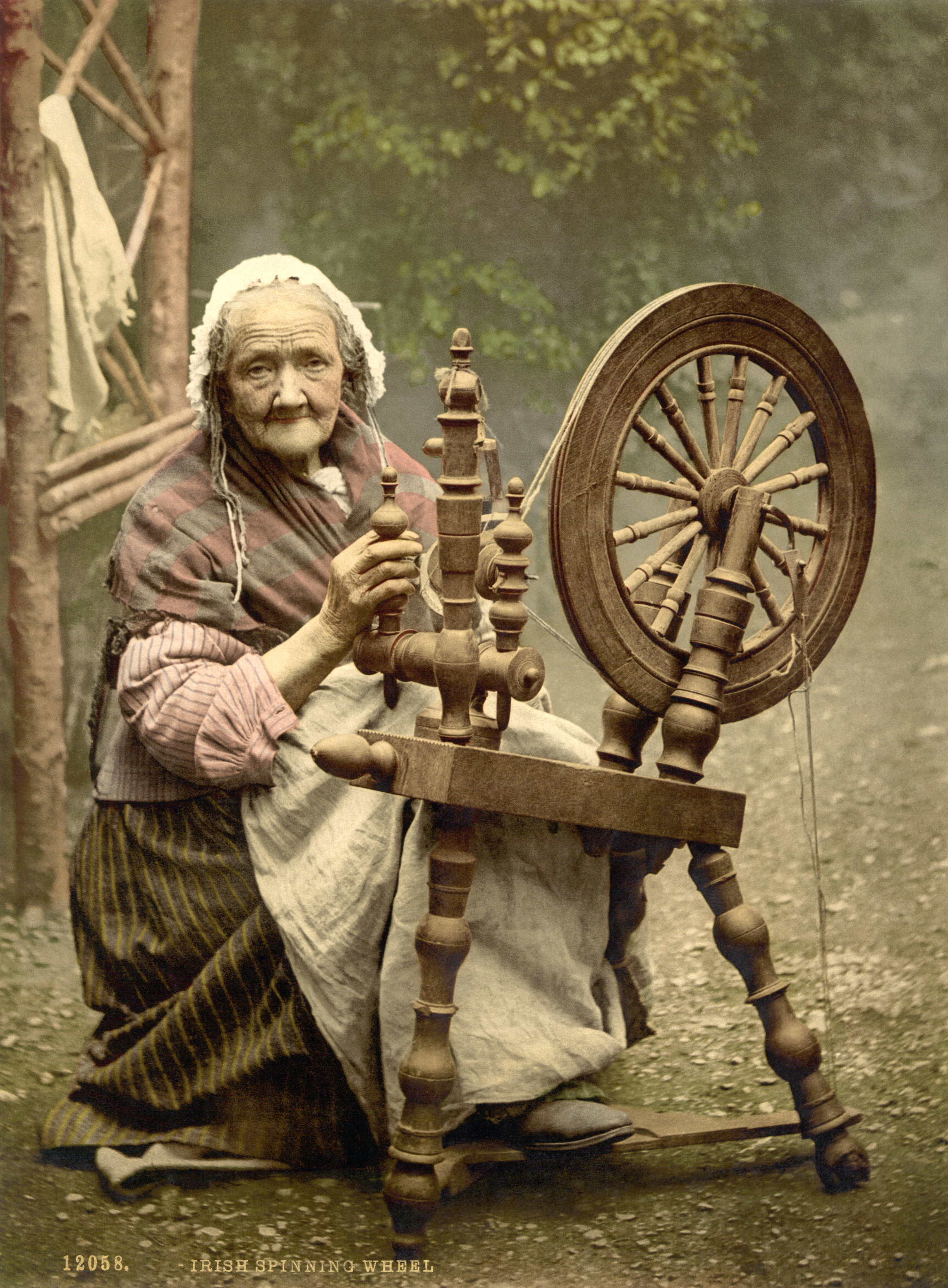
Image photochrome d'une Irlandaise filant au rouet.

Un rouet est un instrument ancien à roue actionné par une pédale ou une manivelle, et servant au filage de la laine, du chanvre ou du lin ainsi que de toute autre fibre.

## Histoire
Chronologie :

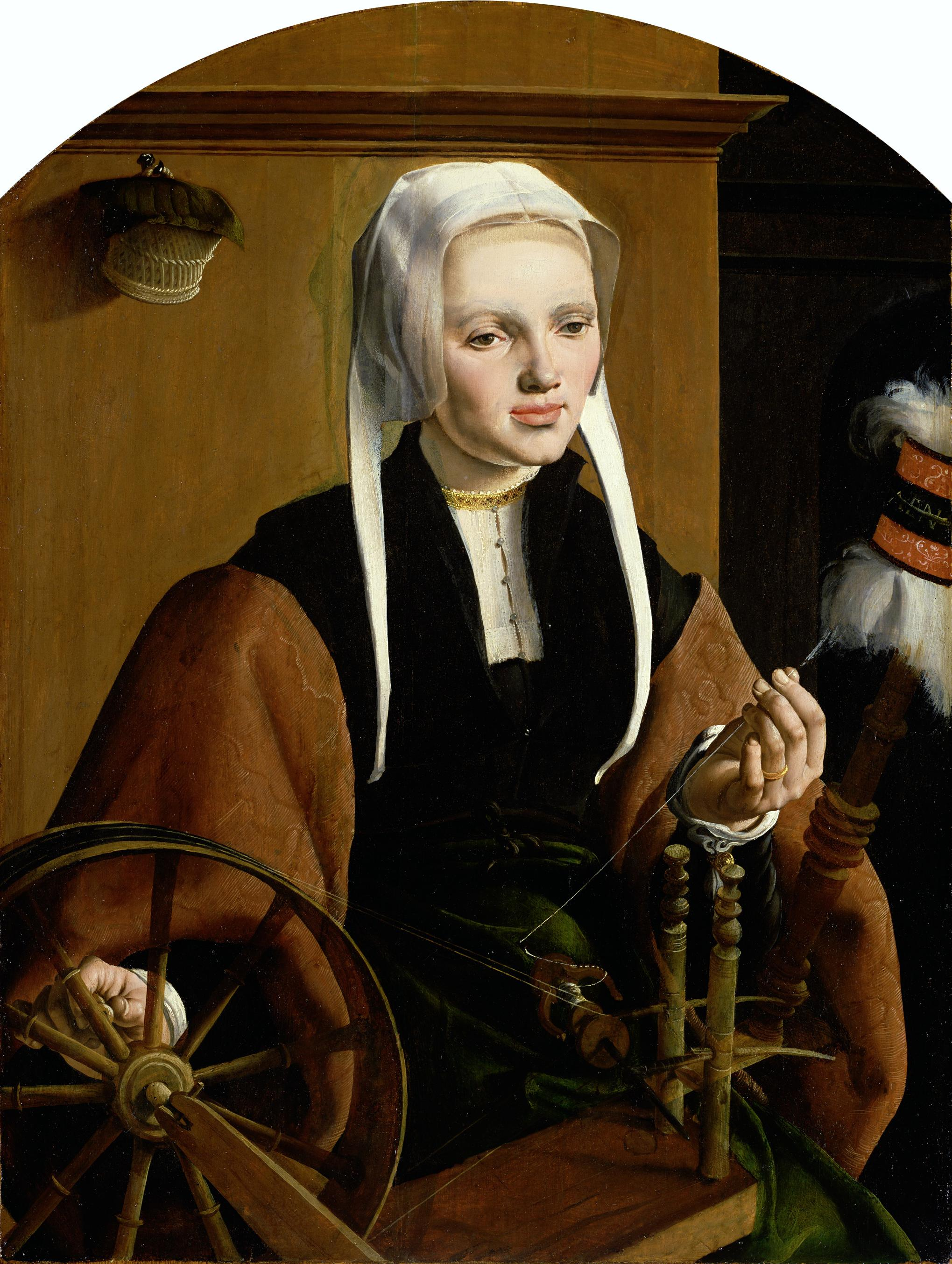
Portrait d'Anna Codde de Maarten van Heemskerck, 1529.

- Ier siècle - rouet à main en Chine,
- vers 1210 en Chine : première représentation figurée du rouet à main.
- vers 1224 : introduction à Venise et en France
- vers 1300 : rouet à canetter
- 1470 : première représentation en Allemagne du rouet à ailettes
- James Hargreaves invente la Spinning Jenny,
- Les innovations techniques importantes accroissent la productivité dès 1800. Le rouet est concurrencé par la Mule-jenny qui porte trente broches.

Au XIIIe siècle, le fuseau est remplacé dans plusieurs régions d’Occident par le rouet actionné au moyen d’une manivelle pour filer les textiles.
Dans une société médiévale régie par des règles de métier strictes, qui interdisent la concurrence, l'arrivée du rouet est un enjeu de progrès mais va à l'encontre de la protection des maitres de métiers. Le machinisme est aussi perçu comme un risque de déclassement des ouvriers, aussi de nombreux règlements urbains interdiront ou limiteront l'usage du rouet au fil de trame. En 1224, restriction de l'usage du rouet à Venise et en Flandres. En 1268, Le livre des métiers rédigé par Étienne Boileau prévôt de Paris, interdit le filage du coton au rouet. De même, il y a interdiction de l'usage du rouet à Douai en 1305.
En Europe, l’usage du rouet à ailette se généralise à la fin du XVe siècle.
Gandhi et ses partisans fabriquaient les vêtements qu'ils portaient et encourageaient les autres à faire de même afin d'atteindre économiquement l'économie britannique qui détenait les filatures industrielles. Le rouet indien, la charkha, fut bientôt incorporé au drapeau du parti du congrès indien.

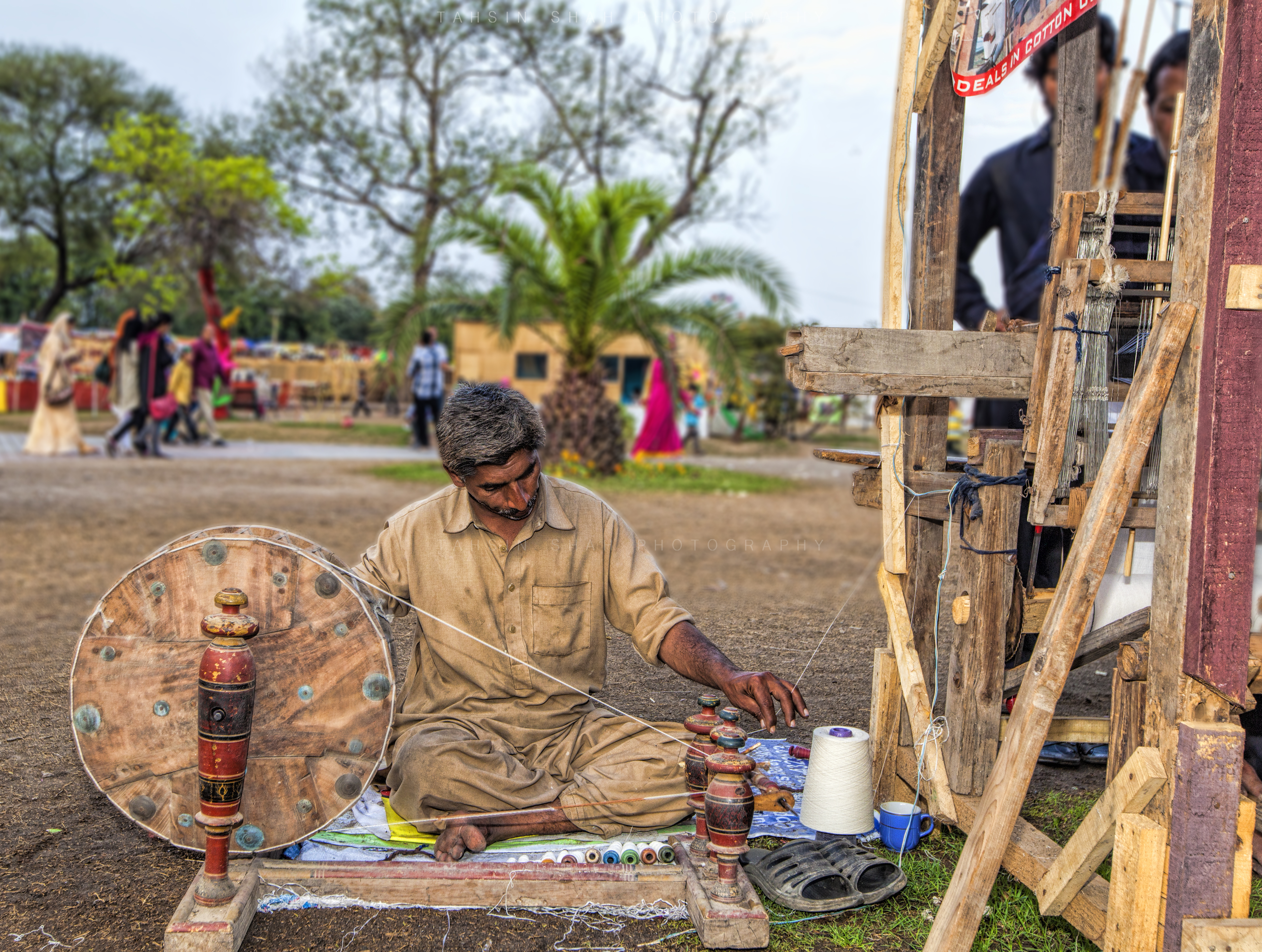
Le rouet est encore utilisé, ici dans une zone rurale du Pakistan pour filer du coton.

## Dans la culture

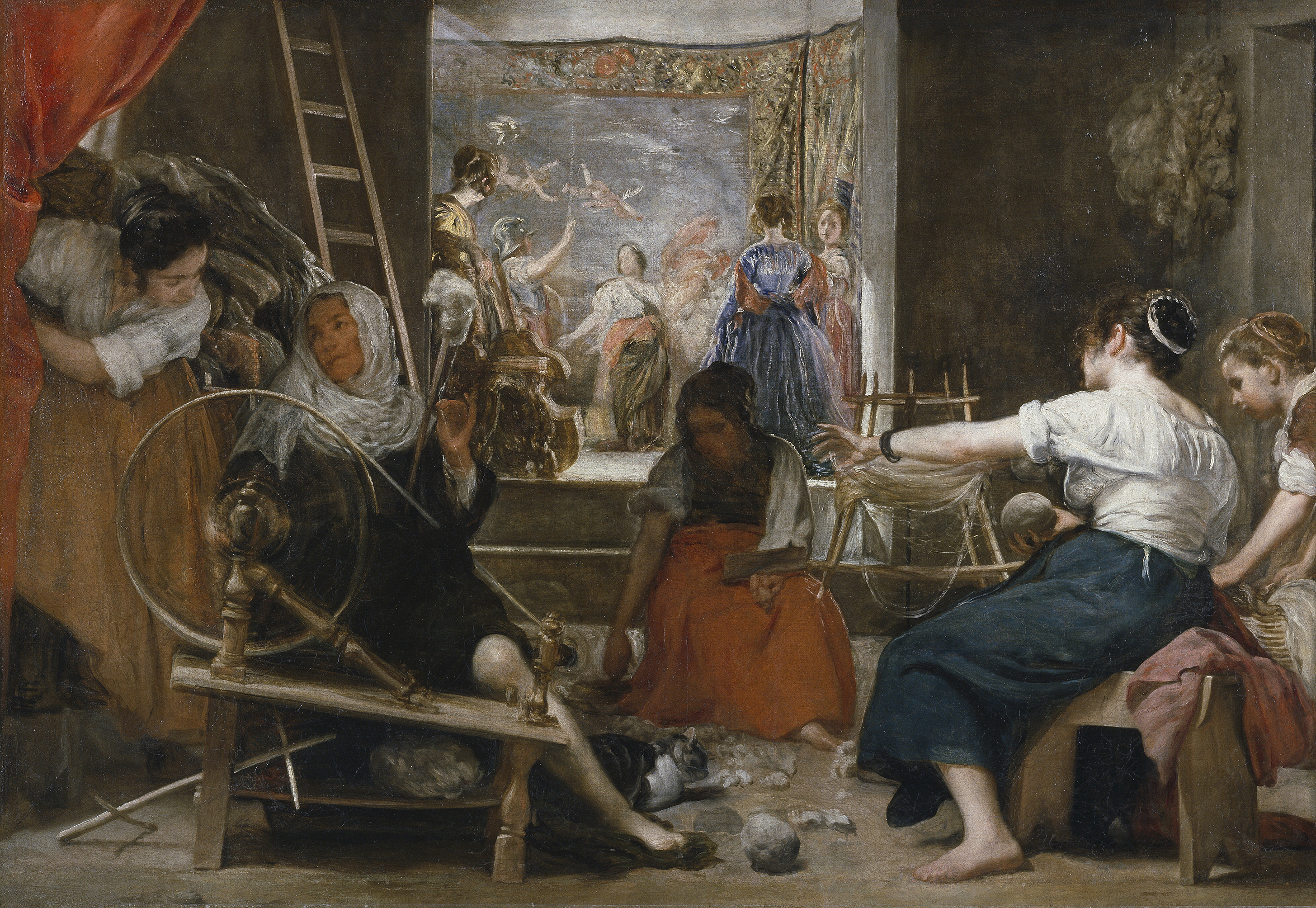
Minerve utilisant un rouet, par Diego Vélasquez (Les Fileuses, La légende d'Arachné, 1644-1648, musée du Prado).

- Le rouet a été l'instrument emblématique de Gandhi contre la tutelle britannique. Dès 1921, il incita son peuple à ne plus acheter d'habits en provenance de l'étranger au profit de ceux produits localement. Gandhi donna l'exemple en filant lui-même sur son rouet le coton dont il faisait sa dhoti.
- Le Rouet d'Omphale est un poème symphonique de Camille Saint-Saëns datant de 1869.
- Le trousseau de la jeune mariée du pays de Caux comprenait un rouet.
- Marguerite au rouet est un lied de Franz Schubert.

## Constitution et fonctionnement général d’un rouet
Un rouet se compose d'une roue actionnée par une ou deux pédales reliées à la roue par des bielles, voire par une manivelle. La roue entraîne l’épinglier et la bobine (selon le type d'entraînement, voir plus bas) par une courroie. La courroie peut être en cuir, en lin ou plus récemment, en polyuréthane souple.
L'épinglier appelé aussi peigne est une pièce en forme de U, montée solidaire sur un axe creux traversant le U et dépassant des deux côtés le faisant ressembler à une fourche à trois branches. Les deux branches externes sont munies de crochets guides fil. L'axe possède un orifice près de la base du U par lequel entre le fil, les fibres de ce dernier entrent non torsadées au bout de l'axe, face à la personne qui file. La bobine sur laquelle s'enroule le fil est montée sur le même axe que l'épinglier, s'insérant dans les bras du U, elle est aussi en rotation pendant le processus du filage.
Lorsqu'on actionne les pédales ou la manivelle, la roue se met à tourner, l'épinglier et la bobine se mettent à tourner entraînés par la courroie. Le fil est vrillé par l'épinglier et va s'enrouler sur la bobine. Pour qu'il puisse s'enrouler sur la bobine, épinglier et bobine ne doivent pas tourner à la même vitesse.
Les rouets les plus récents possèdent un système faisant varier le ratio des vitesses de rotation d'une pièce par rapport à l'autre.

## Types

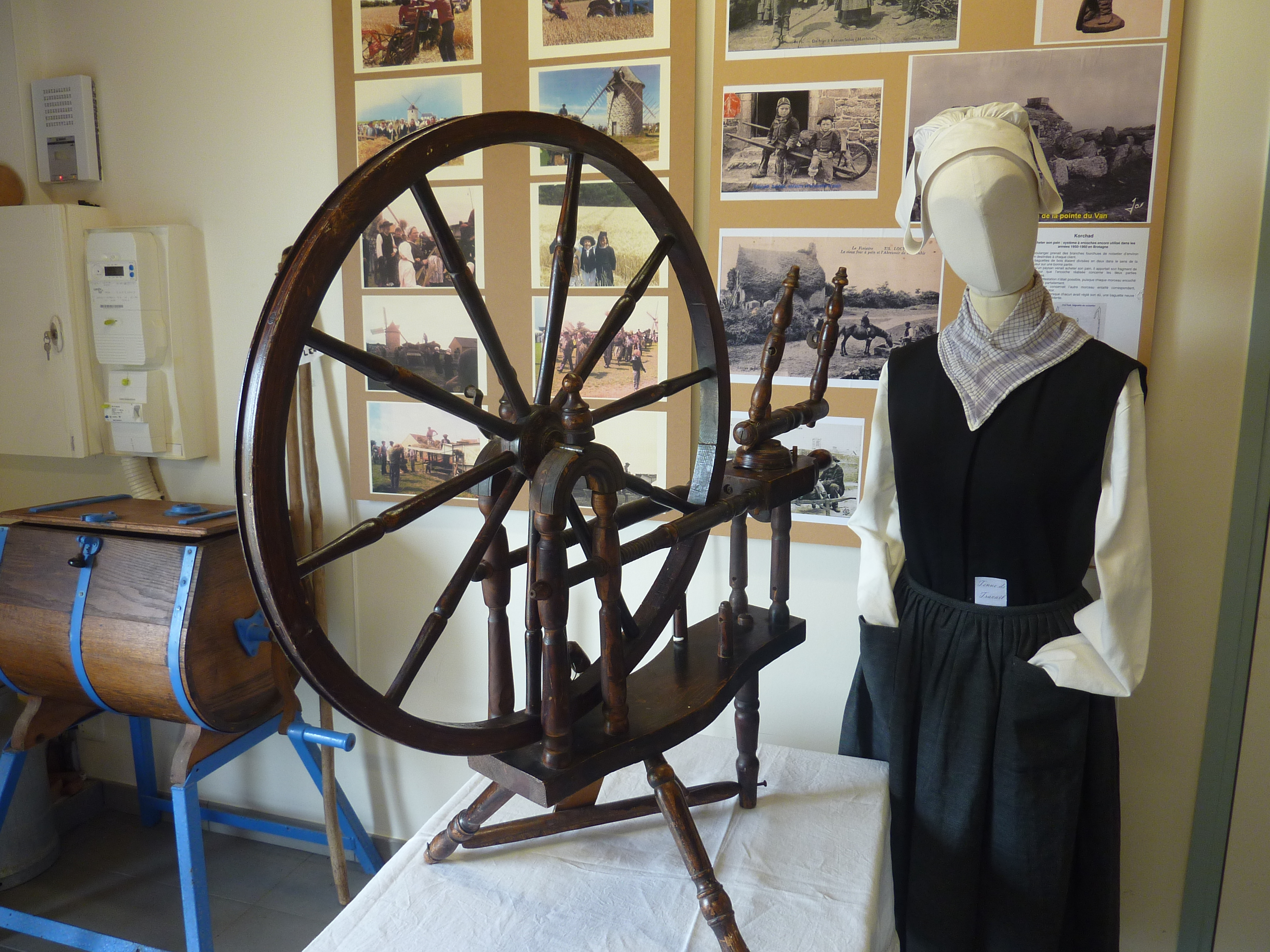
Rouet à lin.

On peut classer les rouets en trois grandes familles distinctes, en fonction de leur mode d'entraînement. Chaque famille de rouet a des particularités et permet de filer plus facilement une fibre plutôt qu'une autre.

### Rouet à manivelle
Ce rouet n’a pas de pédales, la roue est actionnée par une manivelle. C'est le cas notamment de la charkha indienne qui sert à filer le coton et se trouve dans certaines régions françaises telles que la Bretagne où elle servait à filer la laine. Ce système est aussi appelé roue à filer.

### Double-entraînement
Dans un système à double entrainement il n'y a en effet qu'une seule courroie qui tourne en forme de huit autour de la roue d'entrainement, ensuite autour de la poulie de l'épinglier et encore autour de la roue d'entrainement de nouveau, puis autour de la bobine. Cette forme de huit provoque un croisement qui se trouve en bas en tournant sens d'aiguille d'une montre, au-dessus en tournant dans le sens contraire. Ceci est essentiel car la bobine doit pouvoir varier en vitesse. Au moment où elle tourne à la vitesse de l'épinglier, elle est entrainée par les fibres en torsion ; la courroie glisse dans le réa de la bobine. Au moment d'enrouler les fibres sur la bobine, elle ne glisse plus, mais trouve sa propre vitesse plus rapide due à la petite taille de sa poulie (ratio épinglier bobine souvent 12:10). Donc, une seule courroie, sinon le système ne peut pas fonctionner. À l'origine, ce type de rouet servait surtout à filer le lin.

### Simple-entraînement
Ce type de rouet est muni d'une seule courroie pour transmettre le mouvement de la roue au système de filage. La différence de vitesse de rotation des pièces nécessaire au filage est obtenu par un système mixte. On entraîne directement une des pièces avec la courroie, la deuxième pièce est entraînée par les fibres en formation, la deuxième pièce est de plus freinée plus ou moins par un système de courroie fixe réglable en tension, frein qui permet de fixer avec plus ou moins de précision la différence de vitesse de rotation.
Deux écoles sont concurrentes :
1. tension écossaise : la courroie entraîne directement l'épinglier, la bobine suit le mouvement en étant freinée, l'épinglier tourne plus vite que la bobine.
2. tension irlandaise : la courroie entraîne directement la bobine, l'épinglier suit en étant freiné, l'épinglier tourne plus lentement que la bobine. C'est le rouet le plus facile à concevoir.

## Voir aussi

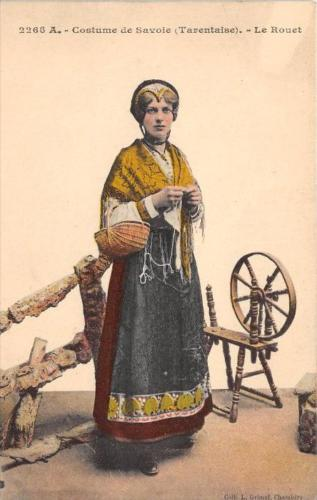
Jeune femme au rouet dans la vallée de la Tarentaise.